# Fanniidae
Fanniidae (лат.) — небольшое (5 родов, 285 видов) семейство мух. Живут в основном в Голарктике и Неотропике, хотя есть исключения. Взрослые особи небольшого или среднего размера. Синантропный вид Fannia canicularis распространён по всему миру. Представители семейства полезны для судебной энтомологии.

## Классификация
В семейство включают следующие роды:
- Euryomma Stein, 1899
- Fannia  Robineau-Desvoidy, 1830
- Piezura Róndani, 1866
- Australofannia Pont, 1977[1]
- Zealandofannia Domínguez & Pont, 2014[2]

## Распространение
Встречаются преимущественно в Голарктике.

### Списки видов
- Nearctic.
- West Palaearctic including Russia.
- Australasian/Oceanian.
- Japan.